# GUITARHYTHM VII
『GUITARHYTHM VII』（ギタリズム・セブン）は、布袋寅泰の21枚目のオリジナル・アルバム。

## 解説
オリジナルアルバムとしては前作『Still Dreamin'』以来1年振りであり、『GUITARHYTHM』シリーズとしては、前作『GUITARHYTHM VI』以来約4年4カ月振りの作品である。
「レトロ・フューチャー」をサウンドコンセプトとしている。

## 録音
2022年末に行われた40周記念公演が終わり、更なる新しいチャレンジを考えた時に自分をリセットする意味でもGUITARHYTHMという発想が布袋の頭の中にあったという。一部の曲を除き、2023年2月から半年かけてロンドンで制作された。
GUITARHYTHMシリーズでは"GUITARHYTHM"を冠した曲やそのメロディを使用した曲が収録されるのが定番となっているが、今作では収録されていない。これに関しては「こうでなければいけないという型から外れていくのがGUITARHYTHMの精神だと思い、今回はあまりそういう事は考えないようにした」と布袋は述べている。

## リリース
シリーズ7作目にちなんで2023年7月7日に公式サイトからリリース情報が解禁された。
リリース形態はCDのみの通常盤、イギリス・ロンドンの、アビー・ロード・スタジオでのレコーディング風景、布袋自身やゆかりのミュージシャン等の撮り下ろしインタビュー映像を収録したDVDまたはBlu-rayが同梱された初回限定盤、CDに加えオリジナルグッズセットが付属した特別BOX仕様の完全数量限定盤の計4形態で発売された。
「Highway Star」、「Andromeda (feat.アイナ・ジ・エンド)」、「Horizon」
の3曲はリリース前にデジタル・シングルとして先行配信されている。

## ツアー
本作を受けてのツアーは『HOTEI the LIVE 2023 “GUITARHYTHM VII TOUR”』と題し、2023年10月7日の高崎芸術劇場公演を皮切りに全25公演を行っている。同年5月8日に「新型コロナウイルス感染症対策の基本的対処方針」が廃止されたため、『HOTEI GUITARHYTHM VI TOUR 2019 “REPRISE”』以来3年10か月ぶりに条件つきで観客の声出しが可能になった。
ツアーメンバーはDrums：古田たかし、Bass：井上富雄、Guitar：黒田晃年、Keyboard：奥野真哉、Programming：岸利至、Sax：庵原良司。
セットリストの本編はGUITARHYTHMシリーズからの選曲のみと決めており、最初は「DEVIL'S SUGAR」も組み込まれていたがリハーサルの後半で外された。「Andromeda」はツアー・ファイナル以外はスタジオ音源とPVの映像を使用してアイナ不在で演奏されている。
ツアー・ファイナルとなる2023年12月24日の国立代々木競技場公演は『 GUITARHYTHM VII TOUR FINAL “Never Gonna Stop!”』と題し、スペシャル・ゲストとしてアイナ・ジ・エンドが参加した。ツアー・ファイナルはそれまでとは構成を変更するか布袋は最初悩んだが、本編の流れが気に入っていた事もあり変更はしなかった。
本ツアーの模様はツアー・ファイナルの『GUITARHYTHM VII TOUR FINAL “Never Gonna Stop!”』が2024年2月25日にWOWOWにて独占放送・配信された。

## 収録曲

### CD
| #         | タイトル                                | 作詞                                                                   | 作曲                                                                   | 編曲      | 時間  |
| --------- | --------------------------------------- | ---------------------------------------------------------------------- | ---------------------------------------------------------------------- | --------- | ----- |
| 1.        | 「AI Rising」                           | -                                                                      | Simon Hale                                                             | 布袋寅泰  | 2:26  |
| 2.        | 「Midnight Sun」                        | 布袋寅泰                                                               | 布袋寅泰                                                               | 布袋寅泰  | 4:11  |
| 3.        | 「Isolation」                           | 森雪之丞                                                               | 布袋寅泰                                                               | 布袋寅泰  | 5:24  |
| 4.        | 「Andromeda (feat.アイナ・ジ・エンド)」 | 布袋寅泰                                                               | 布袋寅泰                                                               | 布袋寅泰  | 5:40  |
| 5.        | 「Highway Star」                        | Ritchie Blackmore・Ian Gillan・Roger David Glover・Jon Lord・Ian Paice | Ritchie Blackmore・Ian Gillan・Roger David Glover・Jon Lord・Ian Paice | 中野雅之  | 5:49  |
| 6.        | 「Domino」                              | 森雪之丞                                                               | 布袋寅泰                                                               | 布袋寅泰  | 5:14  |
| 7.        | 「Mystic 7」                            | 森雪之丞                                                               | 布袋寅泰                                                               | 布袋寅泰  | 4:39  |
| 8.        | 「Eternal Symphony」                    | 布袋寅泰                                                               | 布袋寅泰                                                               | 布袋寅泰  | 4:58  |
| 9.        | 「Horizon」                             | -                                                                      | 布袋寅泰                                                               | 布袋寅泰  | 4:01  |
| 10.       | 「Break The Chain」                     | 布袋寅泰                                                               | 布袋寅泰                                                               | 布袋寅泰  | 4:21  |
| 合計時間: | 合計時間:                               | 合計時間:                                                              | 合計時間:                                                              | 合計時間: | 46:43 |

### 初回限定盤付属DVD・Blu-ray
| #  | タイトル                                 | 作詞 | 作曲・編曲 |
| -- | ---------------------------------------- | ---- | ---------- |
| 1. | 「Behind the Scenes of GUITARHYTHM VII」 |      |            |

## 曲解説
1. AI Rising
インストゥルメンタル曲。作曲したサイモンは過去に『GUITARHYTHM IV』で「TIME HAS COME」の作曲も手掛けている。
アルバム制作に先駆けて、「7」という数字について森雪之丞と対談した事を布袋はサイモンに伝えている。それに応えた彼によってイントロが“ダダダダダダダ♪” と7音になっていたり、メジャー7がマイナー7とぶつかっていたりと「7」の謎かけが色々詰まった構成になっている。
2. Midnight Sun
この曲と「Isolation」、「Domino」で布袋の妹夫妻がバッキングボーカルとして参加している。
3. Isolation
コロナ禍のロンドンでロックダウン中にイントロのリフやサビの歌詞のアイデアが出来ていた曲で、森雪之丞によって狂人に脅かされる現実世界が描かれている。
4. Andromeda (feat.アイナ・ジ・エンド)
アイナ・ジ・エンドをゲストボーカルとして起用している[1][8]。
9月6日に先行デジタルシングルとして配信された[1][8]。
9月13日に東市篤憲により手掛けられたミュージック・ビデオが公開された[5]。
レコーディングにはイアン・トーマス（英語版）や、ジェリー・ミーハン、奥野真哉、岸利至が参加した[5]。
曲のアイデアが全くない状態でアイナとのZoomミーティングを行い、彼女との5分くらいのやりとりからすぐにイメージがわいてイントロから最後まで3時間で作曲された。初めて曲を聴いたアイナは「歌が出てくるまでこんなに長いイントロは初めてです」と布袋に感想を述べた。
作曲とは対照的に作詞にはかなり時間を要している。歌詞の最後の“A.I.のジ・エンド“の部分はアイナのマネジメントに何か言われるかもと布袋は思ったが杞憂に終わり、彼女には「大好きです」と好評だった。
レコーディングはリモートで行われ、アイナが歌入れをしている間は布袋は敢えて姿を消していた。歌入れが終わると布袋は姿を現し、「ずっと聴いていたよ」と言っていてアイナはとても恥ずかしかったという[9]。
5. Highway Star
ディープ・パープルの同曲のカバー[10]。
8月23日に先行デジタルシングルとして配信された[1][10]。
9月6日に東市篤憲により手掛けられたミュージック・ビデオが公開された[8]。
レコーディングにはジグ・ジグ・スパトニックのニールX（英語版）やBOOM BOOM SATELLITESの中野雅之が参加した[10]。
6. Domino
今作で最初にレコーディングされた曲。
歌詞の“ランバンバン ランバンバン“はデモテープの段階で思いついたフレーズ。森雪之丞はこれを“ラパパン ラパパン“と勘違いして歌詞を書き上げ、布袋も最初はその歌詞でレコーディングに望んだがしっくりこなかったため元に戻った。
7. Mystic 7
デモの段階での曲名は「Zepp Bolan」。
シリーズ7作目には「7」を題材にした曲を作りたいと森雪之丞と話しており、歌詞には「7」に関する言葉が散りばめられている。
8. Eternal Symphony
「一人一人の一歩が重なって世界は回っているんだ」という事を描いた曲。布袋はこれを歌詞で表現する為にロンドンの地下鉄に乗ったり公園に行ったりしていた。
9. Horizon
インストゥルメンタル曲[6]。
8月30日に先行デジタルシングルとして配信された[1][6]。
9月25日に東市篤憲により手掛けられたミュージック・ビデオが公開された[6]。
布袋曰く「ジェフ・ベックや天に渡った人々へのレクイエム」。
10. Break The Chain
デモテープの段階ではギターのリフはなくパワーコードだけのパンクロック的な曲だったが、布袋は昔の自分をなぞっているようで気に入らず、最後の最後になって全て録り直しされた。

## 参加ミュージシャン
- 布袋寅泰
  - Vocal (#2-8.10)
  - Guitar (#2-10)
  - Keyboards (#4)
  - Backing Vocal (#7)
  - Programming (#3.6.8.9.10)
- エバートン・ネルソン
  - Orchestra Leader (#1.9)
  - Strings Leader (#7)
- サイモン・ヘイル
  - Orchestra Conductor (#1.9)
  - Strings Arrangement & Conductor (#7)
  - Orchestra Arrangement (#9)
- 山木秀夫：Drums (#2.3.6.7.8.10)
- KenKen：Bass (#2.6.7.10)
- 奥野真哉 (ソウル・フラワー・ユニオン)：Keyboards (#2.3.4.6.7.8.10)
- 岸利至：Programming & Audio Edit (#2.3.4.6-10)
- 田口亮、田口環：Backing Vocal (#2.3.6)
- 亀田誠治：Bass (#3.8)
- アイナ・ジ・エンド：Vocal (#4)
- イアン・トーマス：Drums (#4.9)
- ジェリー・ミーハン：Bass (#4.9)
- ニールX：Guitar, Backing Vocal (#5)
- 中野雅之 (BOOM BOOM SATELLITES)：Programming & Arrangement (#5)